# Jaucourt (Aube)
Jaucourt település Franciaországban, Aube megyében. Lakosainak száma 141 fő (2022. január 1.). Jaucourt Argançon, Arsonval, Dolancourt, Fravaux, Montier-en-l’Isle és Proverville községekkel határos.

## Népesség
A település népességének változása:
| Lakosok száma | 144  | 176  | 176  | 181  | 164  | 166  | 166  | 164  | 156  | 141  |
|               | 1968 | 1982 | 1990 | 2006 | 2013 | 2015 | 2017 | 2019 | 2020 | 2022 |